# Ritvars Rugins
Ritvars Rugins (* 17. října 1989, Tukums, Lotyšská SSR, SSSR) je lotyšský fotbalový záložník a reprezentant, momentálně[kdy?] hráč klubu Skonto FC.

## Reprezentační kariéra
V A-mužstvu reprezentace Lotyšska debutoval 14. 11. 2010 v přátelském zápase proti Číně (porážka 0:1), nastoupil v 88. minutě.